# Mesoplasma photuris
Mesoplasma photuris è una specie di batterio appartenente alla famiglia delle Entomoplasmataceae.